# Urine
« Pipi » redirige ici. Pour le footballeur portugais dénommé Pipi, voir Rogério Pipi.

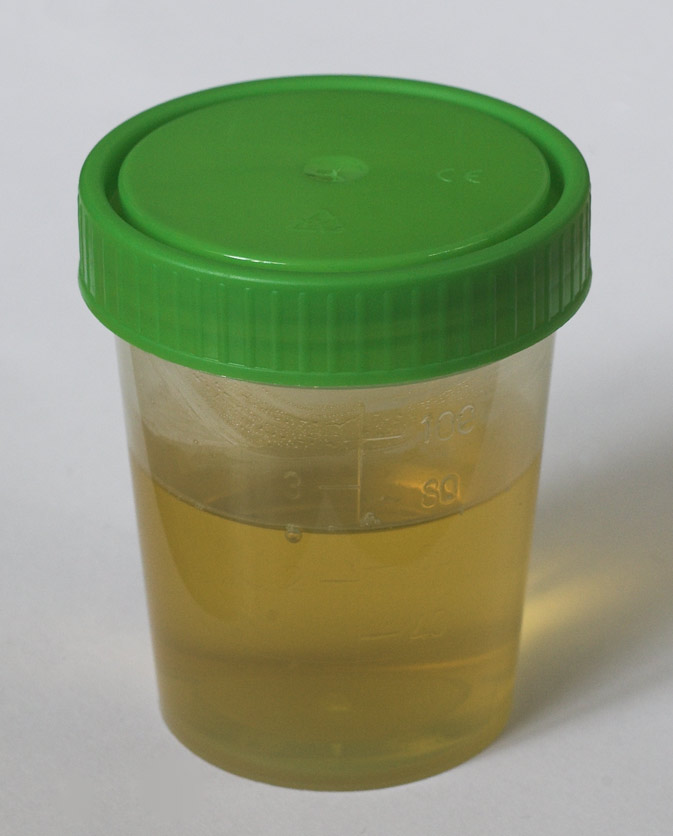
Un flacon d'urine récolté en vue d'analyses en laboratoire.

L’urine est l'un des liquides biologiques produits par les animaux, incluant les humains. Elle constitue la plus grande part des déchets liquides du métabolisme de l'organisme des vertébrés.
L'urine est sécrétée par les reins par filtration du sang, puis par sécrétion et récupération de certaines molécules de l'urine « primitive » pour former l'« urine définitive ». Cette dernière est expulsée hors du corps par le système urinaire. L'élimination d'urine par la vidange de la vessie est appelé miction. Contrairement à ce qui a longtemps été admis, l'urine n'est pas totalement stérile, et dispose d'un microbiote assurant une fonction régulatrice.
De nombreux produits chimiques inhalés ou ingérés ou intégrés par passage cutané dans l'organisme peuvent être ensuite détectés par analyse d'urine, sous forme de molécule mère et/ou de métabolites, de même que certaines molécules indicatrices d'un état pathologique (albumine par exemple).
Le composant principal de l'urine est l'eau, avec l'urée en principal déchet azoté. Dans une autre mesure, un autre déchet très important de notre métabolisme, la créatinine, est dosé, à la fois dans le sang et dans l'urine, afin d'évaluer la fonction rénale chez l'être humain. Bien au-delà du taux d'urée, c'est essentiellement la clairance de la créatinine qui déterminera si un individu présente ou non une insuffisance rénale, et permettra d'en quantifier la sévérité.

## Production
Le sang artériel qui pénètre les reins par l'artère rénale passe par l'artère interlobulaire, l'artériole afférente pour finir par rejoindre l'unité élémentaire de la machinerie rénale : le glomérule, situé à l'intérieur du néphron.
Un rein contient environ un million de néphrons. Chaque jour, les reins filtrent environ 180 litres de sang et produisent en moyenne 1 500 mL d'urine définitive. Dans le glomérule rénal, le sang est filtré par un phénomène osmotique : il se décharge en eau et en substances minérales et biologiques. Cette urine primaire chemine dans un système de tubules (tubule contourné proximal, anse de Henle, tubule contourné distal) où elle est successivement enrichie en divers composés et débarrassée de certaines autres substances récupérées par l'organisme (eau, glucose, sels minéraux en particulier).
Les phénomènes d'excrétion et de réabsorption sont régulés par plusieurs hormones, dont l'hormone anti-diurétique (ADH pour l'abréviation), le cortisol et la rénine-angiotensine (qui fait partie du système rénine-angiotensine-aldostérone (SRAA). L'urine qui circule dans tous les tubes contournés distaux est collectée au niveau des tubes de Bellini, puis elle rejoint les calices rénaux et les uretères. Là, elle rejoint la vessie par jets (il y a une valve anti-reflux entre l'uretère et la vessie). Lorsque le contenu vésical (contenu de la vessie) dépasse un certain seuil, l'envie d'uriner est transmise au cerveau, afin de vider la vessie par la miction.
Chez l'homme, la production d'urine en excès (plus de 1,5 litre par jour) est appelée polyurie, qui peut être due à des anomalies de la fonction rénale, à un diabète, ou à un désordre psychiatrique entraînant un excès d'absorption de liquides, appelé potomanie. Cela peut également être dû à une absence de régulation de la sécrétion de l'ADH (hormone anti-diurétique).
À moins de 100 mL par jour, on parle d'anurie. Entre 100 et 500 mL par jour, il s'agit d'oligurie. L'anurie, comme l'insuffisance rénale, représentent un risque d'accumulation de composés toxiques dans l'organisme, et nécessitent donc une prise en charge médicale spécifique, à la fois pour leur traitement propre, mais également concernant l'adaptation des doses des médicaments pour des pathologies associées. La pollakiurie se réfère à de fréquentes, mais courtes mictions.
La parurésie, ou syndrome de la « vessie timide », est une phobie consistant pour un individu en l'impossibilité ou une grande difficulté d'uriner en présence d'autres personnes.
L'urine humaine est habituellement jaunâtre.
Sur l'ensemble du globe, les êtres humains éliminent plus de 10 milliards de litres d'urine par jour.
En moyenne et selon le poids, un homme produit 1,5 à 2 litres d'urine par jour, un chien 0,5 à 3 litres, un cochon 1,5 à 8 litres, un cheval 5 à 15 litres, un bœuf 10 à 25 litres et un éléphant 40 à 80.
En une vie, un homme élimine environ 40 000 litres d'urine, soit l'équivalent d'un gros camion-citerne ou d'une piscine.

## Description de l'urine humaine

### Composition
L'urine contient plus de 3 000 composés chimiques, :

Structure chimique de l'urée

Certaines maladies modifient la composition de l'urine, tel le sucre chez un diabétique.
- eau : 95 % (voire un peu plus en cas de potomanie) ;
- composés organiques (environ 2 % du total) :
  - urée : 2 % (produit terminal du catabolisme des protéines),
  - créatinine : 0,1 % (produit terminal du catabolisme de la créatine musculaire),
  - acide urique : 0,03 % (produit terminal du catabolisme des acides nucléiques : ADN, ARN),
  - acide hippurique,
  - urobilirubine,
  - éventuellement des toxiques à élimination rénale ou des médicaments, le plus souvent sous forme de catabolites inactifs, ce qui est généralement le cas pour la plupart des médicaments à destinée humaine. Cependant, certains de ceux-ci font exception, par exemple dans le cas de médicaments spécialement étudiés à rester actifs dans les urines pour le traitement des infections urinaires, comme l'ofloxacine ou le monuril. Certains autres médicaments, comme la metformine – un médicament contre le diabète de type 2 (le type de diabète du sujet âgé, qui ne nécessite pas d'insuline en début de traitement) – sont éliminés dans les urines sous forme pratiquement inchangée, de même que certains médicaments à action hormonale présents dans des pilules contraceptives, ou d'autres médicaments anti-testostérone ou anti-androgènes prescrits contre le cancer de la prostate[6],
  - des produits dopants, utilisés par les sportifs, ou des drogues comme le cannabis (dont son principal produit actif, le tétrahydrocannabinol, reste présent dans l'organisme et décelable dans les urines pendant environ 3 semaines après la dernière prise), l'héroïne, la cocaïne, ou les drogues de la famille de l'ecstasy subissent les mêmes voies d'élimination que les autres composés inhabituels de l'organisme et peuvent donc être détectés dans les urines, même de nombreux jours après leur prise (même ponctuelle) ;
- minéraux : les pourcentages sont des moyennes et peuvent varier selon l'alimentation et d'éventuelles variations physiologiques. Ces moyennes sont basées sur des pools de personnes sans traitement anti-hypertenseur, avec une alimentation normale conforme aux recommandations sanitaires basiques. Sont exclus les cas atteints de potomanie ou d'un syndrome de sécrétion inappropriée d'hormone anti-diurétique (SIADH) — des troubles pathologiques où les urines sont extrêmement « diluées » et claires. Par ailleurs, l'élimination d'ions carbonates dans les urines dépend de l'équilibre acido-basique de l'individu (donc en partie de sa fonction respiratoire) et de l'élimination d'ions ammonium NH4+ ;
  - potassium : 0,6 %,
  - chlore sous forme de chlorures : 0,6 %,
  - soufre sous forme de sulfates : 0,18 %,
  - sodium : 0,1 %,
  - phosphore sous forme de phosphates,
  - carbone et calcium sous forme de carbonates,
  - ammonium NH4+,
  - calcium : 0,015 %,
  - magnésium : 0,01 %,
  - protéine : 0,0001 %.

Longtemps l'urine a été dite « stérile », sauf en cas d'infection urinaire. Cette stérilité de l'urine n'est que « relative » (seuils leucocytes < 10 000/mL et germes < 1 000/mL avant de déclarer l'état d'infection urinaire). Cette idée de stérilité a été remise en question au cours des années 2010,, avec la découverte d'une très faible population de bactéries baptisée microbiote urinaire, susceptible d'assurer un effet protecteur, sa dysbiose pouvant expliquer certains des symptômes du bas appareil urinaire.

### Composants anormaux de l'urine
- Hémoglobine (on parle d'hémoglobinurie)
- Hématies (on parle d'hématurie)
- Protéines (on parle de protéinurie)
- Glucose (on parle de glycosurie)
- Albumine (on parle d'albuminurie)
- Porphyrine (on parle de porphyrinurie)
- Air (on parle de pneumaturie)
- Corps cétoniques présents en cas d'effort physique important, ou lors d'un diabète
- Un dérivé de la phénylalanine, en cas de phénylcétonurie

Il n'existe une glycosurie habituellement que lorsque la glycémie est supérieure à 1,8 g/l (en dessous de ce seuil, les reins réabsorbent tout le glucose éliminé dans l'urine primaire).
Il peut aussi y avoir présence de « cylindres » dans l'urine. Ces derniers peuvent être hyalins (majorité des cas), granuleux, cireux, leucocytaire et érythrocytaire. Leur présence indique au médecin qu'il y a fort probablement un problème au niveau rénal. Ils sont formés lorsque des débris — protéine, globule rouge, globule blanc, etc. — obstruent les tubules collecteurs des reins, formant un bouchon, qui finiront par décoller du tubule et se retrouveront dans l'urine. Leur présence est toujours significative et doit être prise au sérieux.
Une fois éliminée de l'organisme, l'urine peut acquérir une forte odeur due à l'action bactérienne, principalement lors de la décomposition de l'urée, une composante majeure de l'urine, en ammoniac et en nitrite.
Sur l'ensemble des mictions de la journée, l'urine humaine a un pH qui varie entre 4,6 et 7,8 en fonction du régime alimentaire et des périodes de jeûne, même s'il est le plus souvent plutôt acide (inférieur à 7). Des systèmes tampon ont une activité de neutralisation afin d'éliminer les substances potentiellement cristallisables qui pourraient donner des calculs par exemple. Chez les personnes présentant une hyperuricosurie, l'acidification des urines peut provoquer la formation de calculs dans les reins, les urètres ou la vessie (l'acide urique étant moins soluble à pH bas).

#### Traces
Voir aussi : Analyse d'urine#Eléments de références relatifs aux éléments traces métalliques dans les urines
- Substances non organiques dans l’urine : bicarbonate, chlorure, phosphore, soufre, bromure, fluorure, iodure, potassium, natron, calcium, magnésium, fer, cuivre, zinc, cobalt, sélénium, arséniure, plomb, mercure.
- Substances azotées dans l’urine : urée, créatine, créatinine, guanidine, choline, carnitine, pipéridine, spermidine, tryptamine, Acide δ-aminolévulinique, bilirubine, etc.
- Acides aminés dans l’urine : alanine, carnosine, glycine, histidine, leucine, lysine, méthionine, phénylalanine, sérine, tyrosine, valine, hydroxyproline, galactosylhydroxylyzine, xylosylsérine, etc.
- Protéines dans l’urine : albumine, haptoglobine, transferrine, immunoglobulines IgG, IgA, IgM, etc.
- Enzymes dans l’urine : lactadehydrogénase, gamma-glutamyl-transférase, alpha amylase, uropepsinogène, lysozyme, beta-N-acétylglucosaminidase, urokinase, protéase, etc.
- Glucides dans l’urine : arabinose, xyloséribose, fucose, rhamnose, kétopentose, glucose, galactose, mannose, fructose, lactose, saccharose, fucosylglucose, raffinose, etc.
- Vitamines dans l’urine : Thiamine, riboflavine (vitamine B2), vitamine B6 (sous la forme d'acide 4-pyridoxique), acide nicotinique, vitamine B12, bioptérine, acide ascorbique (vitamine C), etc.
- Hormones dans l’urine : gonadotropine, corticotropine, prolactine, ocytocine, vasopressine, thyroxine, sérotonine, catécholamines (adrénaline, noradrénaline, dopamine), insuline, érythropoïétine, corticostéroïdes (aldostérone, corticostérone, cortisone), testostérone, progestérone, œstrogène, etc.
- Agglutinines, anticorps permettant l'agrégation de particules.
- Allantoïne : absente de l'urine humaine. Elle entre dans la fabrication de nombreuses crèmes pour la peau dont l'efficacité est débattue.
- DHEA (déhydroépiandrostérone) : stéroïde sécrété par les glandes surrénales, présent en grande quantité dans l’urine masculine. Un faible niveau de DHEA semble être associé au vieillissement.
- Acide glucuronique : produit par le foie, les reins et les intestins.
- Interleukine-1 : peut signaler à l’hypothalamus de déclencher la fièvre.
- Prostaglandine : une substance hormonale qui dilate les vaisseaux sanguins, fait baisser la pression artérielle, détend les parois musculaires des bronches, stimule les contractions en cours de labeur et a de nombreuses fonctions métaboliques.
- Protéines globulaires : protéines plasmatiques contenant des anticorps, elles comprennent les immunoglobulines du sérum sanguin.

### Couleur
L'urine d'un individu en bonne santé est de couleur jaune ambrée. Elle se clarifie en fonction de son hydratation (une bonne hydratation entraîne une clarification de l'urine), laquelle varie au cours de la journée et en fonction des activités.
Diverses substances peuvent colorer l'urine. Elles sont contenues dans certains aliments  et colorants alimentaires. Ces substances sont notamment :
- pour le bleu : bleu de méthylène, bleu brillant (notamment présent dans le Curaçao) ;
- pour le rouge : betterave, rhubarbe, rouge cochenille.

Des urines incolores (100 % transparentes) doivent alerter car elles accompagnent ou annoncent souvent un problème physiologique plus profond (ex. : diabètes sucré ou insipide, kystes ou hyperplasie surrénalienne, etc.).
L'urine peut prendre la couleur verte dans certains cas, le plus courant étant l'intoxication médicamenteuse. Un tel cas est rapporté en 2020 au Portugal chez un patient ayant tenté de mettre fin à ses jours par surdosage de flupirtine, un antalgique. D'autres cas connus avaient pour cause l'amitriptyline, la cimétidine ou le propofol. C'est d'ailleurs ce dernier, un anesthésique administré par injection intraveineuse, qui est à l'origine de la majorité des cas recensés dans la littérature médicale. Dans d'autres cas, la verdoglobinurie (nom médical du phénomène) peut être provoquée par l'absorption de colorant comme le bleu de méthylène ou par infection par la bactérie Pseudomonas aeruginosa qui libère des pyoverdines dans l'organisme. La coloration verte de l'urine n'est pas toxique et n'affecte pas les reins.

### Odeur
Initialement inodore, l’urine dégage rapidement une odeur d’ammoniaque (NH3) quand elle s'oxyde et fermente, à la suite de l'action de bactéries aérobies et/ou anaérobies. Les microbes qu'elle contient alors rendent ce liquide vecteur potentiel de maladies : l'idée selon laquelle l’urine aurait des propriétés antiseptiques doit donc être rejetée avec vigueur.
Si l'odeur caractéristique d'ammoniaque apparaît dès l'émission d'urine, elle est l'un des signes d'une infection urinaire.[réf. nécessaire]
L'odeur de l'urine peut être forte après la consommation de certains aliments. Ainsi, manger des asperges est connu pour produire une forte odeur d'urine chez l'humain. Cela est dû à la présence dans l'urine de plusieurs composés organiques volatils soufrés, probablement dérivés de l'acide asparagusique contenu dans l'asperge. Cette mauvaise odeur d'urine après l'absorption d'asperges n'est pas une conséquence universelle contrairement à ce que l'on croyait jusqu'à récemment. Certaines personnes ne produisent pas les molécules odorantes et d'autres ne sont pas capables de les sentir.
Une odeur d'urine sucrée pourrait également être un signe de diabète. Si l'odeur de l'urine est cétonique (une odeur légère de nettoyeur à vernis à ongle (acétone), de pommes vertes (mais ce sera surtout caractéristique avec l'odeur de l'haleine), il peut s'agir d'une acidocétose qui est une urgence médicale. Il ne faut pas attendre pour consulter rapidement un médecin.

### Analyse

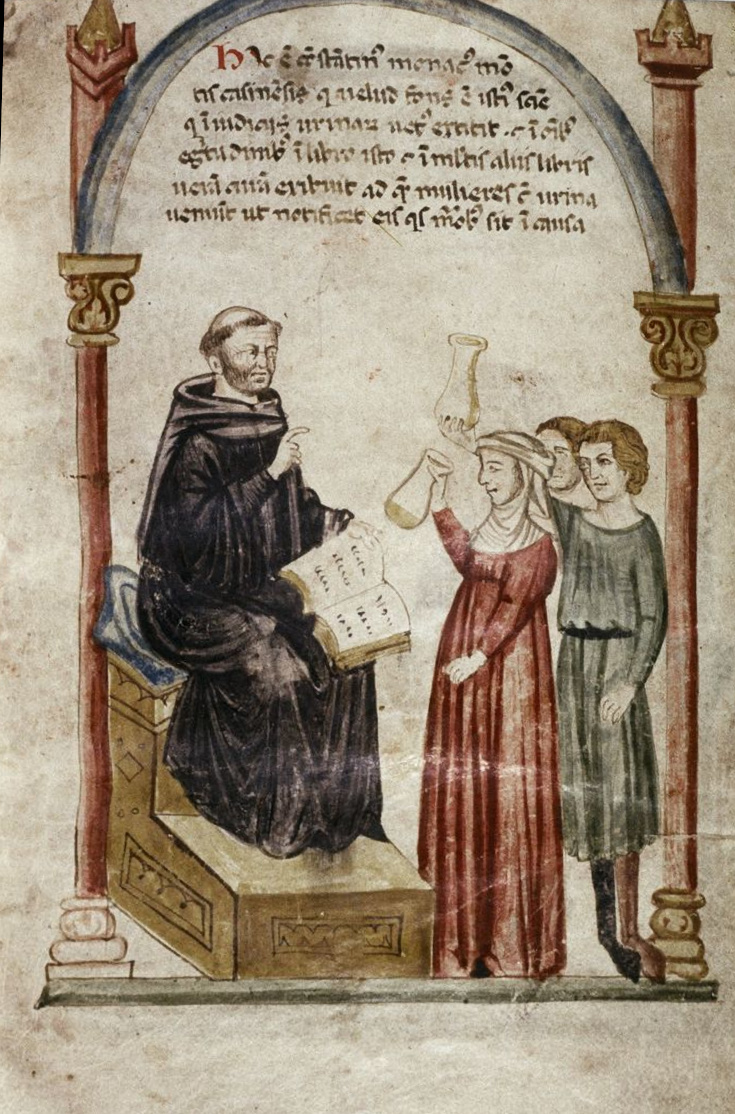
Personnes présentant leur urinal pour le diagnostic d'un échantillon de leur urine au médecin Constantin l'Africain au XIe siècle.

Bon nombre de médecins dans l'histoire ont eu recours à l'uroscopie, inspection et examen de l'urine de leurs patients. Hippocrate décrivait déjà l'examen d'urine, mirant et observant la situation des dépôts urinaires dans un récipient spécial, la matula, mais il préférait tâter le pouls, unique intervention de diagnostic manuel direct.
La pratique de l'uroscopie en tant qu'examen visuel disparaît au XVIIIe siècle avec l'avènement de la chimie mais persiste l'usage de la « roue des urines » (à l'origine nuancier d'une vingtaine de couleurs des urines aux teintes différentes selon l'état de santé suivant la théorie des humeurs, l'urine étant non seulement mirée, mais aussi sentie, touchée et goûtée) au XIXe siècle, cette roue étant alors employée pour détailler les différentes saveurs d'urine.
La couleur et le volume d'urine peuvent être des indicateurs fiables du niveau d'hydratation. Une urine claire et abondante est généralement le signe d'une hydratation adéquate, alors qu'une coloration foncée des urines est un signe de déshydratation. Toutefois, en cas de consommation d'alcool, de caféine, ou d'autres diurétiques, ou en cas d'un diabète non ou mal soigné, l'urine peut être claire et abondante chez une personne néanmoins déshydratée.
De nos jours, l'examen cytobactériologique des urines (ECBU) est un examen médical de routine permettant de détecter d'éventuelles infections. Lorsqu'un médecin suspecte une infection urinaire (cystite, prostatite, ou pyélonéphrite), l'examen cytobactériologique des urines, éventuellement couplée à une prise de sang (pour hémoculture), retrouvera le germe responsable, ce qui orientera le traitement.
La plupart des laboratoires modernes utilisent des tests colorimétriques présentés sous la forme de petite bandelette (la bandelette contenant tous les tests) afin de dépister un problème urinaire. Les tests recherchent souvent les composants anormaux de l'urine (voir plus haut) comme l'hémoglobine ou le glucose. Elles sont un moyen facile, efficace et peu coûteux de dépistage des maladies rénales ou systémiques. La plupart du temps, elle sera suivie si nécessaire par un examen microscopique de l'urine afin de déterminer s'il y a présence de mucus, cristaux (et si oui, lesquels) cylindre, cellule rénale, globule rouge, levure ou bactérie.

## Fonctions de l'appareil urinaire
L'une de ses principales fonctions est d'éliminer une partie des déchets de l'organisme, l'autre partie étant éliminée par le foie dans la bile, puis par les selles, et une autre partie, plus modeste l'est via la transpiration et l'expiration.
Le foie et les reins ont donc un rôle complémentaire, ces deux systèmes étant d'ailleurs fonctionnellement liés. Ainsi, c'est le foie qui transforme l'ammoniaque en urée, qui sera éliminée par les reins. C'est également le foie qui permet la transformation de très nombreux composés toxiques ou étrangers à l'organisme en composés plus solubles dans l'eau et par la suite éliminés dans la bile ou par les urines.
L'autre fonction primordiale des reins est de maintenir à peu près constants le pH et les concentrations du sang en certains ions (comme le sodium, le potassium, le chlore et les bicarbonates), afin que les cellules de l'organisme fonctionnent de manière optimale.
- Épuration des déchets du métabolisme cellulaire (ammoniaque, acide urique…).
- Épuration des toxiques à élimination rénale.
- Maintien de la volémie plasmatique et donc de la pression artérielle.
- Maintien de l'équilibre électrolytique (concentration du sang en sodium, potassium, chlore et bicarbonates, notamment).
- Maintien du pH physiologique sanguin, par élimination rénale due, soit à un excès d'ions acides (cas le plus fréquent), soit à un excès d'ions basiques. Les reins participent ainsi à l'équilibre acido-basique du sang. Les reins, comme les poumons, participent au maintien du tampon acido-basique sanguin, par élimination des déchets dans l'air (dioxyde de carbone) ou dans les urines.
  - L'acidose (pH sanguin < 7,38) est prévenue par élimination d'ions ammonium NH4+,
  - L'alcalose (pH sanguin > 7,42) est prévenue par l'élimination de bicarbonates HCO3−.
- Blocage de la fuite de glucose et d'acides aminés (les « briques » des protéines) dans l'urine terminale. Les reins réussissent à empêcher cette fuite de glucose tant que la concentration sanguine de celui-ci est inférieure à 1,8 g/l.

L'appareil respiratoire régule aussi le pH du sang, en éliminant le dioxyde de carbone du réseau sanguin.

## Utilisation

### Usages traditionnels
- Les Aztèques auraient recommandé l'usage d'urine d'enfant en rinçage buccal comme antiseptique[22]
- Comme fertilisant agricole, notamment au XIXe siècle par l'utilisation des urines récoltées sur la ville de Paris, méthode supprimée avec l'arrivée du tout-à-l’égout et des engrais chimiques[23].
- L'urine a été utilisée dans l'industrie textile pour le dégraissage (traitement de la laine) ; elle était systématiquement recueillie dans certaines localités drapières comme Reims ou Abbeville pour le besoin du traitement des fibres lainières[24]. L'utilisation de l'urine pour nettoyer la laine a persisté après l'introduction du savon pour le traitement du coton et du lin, à la fois en raison de son abondance et de la perpétuation de la tradition[25].
- L'urine a aussi été abondamment employée pour le traitement des schistes pyriteux avant que l'ammoniac le remplace après 1820 : ainsi, 200 tonnes d'urine sont utilisées chaque année à cette fin dans le Yorkshire au XVIIIe siècle[26].
- De l'Antiquité jusqu'au XIXe siècle en Europe, on lavait le linge en utilisant de la vieille urine comme lessive en raison de sa forte teneur en ammoniac[25].
- Pour décolorer les cheveux, à la Renaissance, avec de l’urine de cheval[27].
- Certaines personnes boivent leur propre urine, particulièrement celle du matin, plus concentrée, car elle est considérée par certains thérapeutes comme bienfaitrice. Cela s'appelle l'urinothérapie ou « faire amaroli », pratique qui vient d'Inde.
- Comme révélateur de santé, l'urine trouble est le signe de problèmes rénal ou de la vessie, selon son odeur et sa couleur elle révèle une cystite, ou test de grossesse[27].
- Une forme d'excitation sexuelle lors d'un rapport sexuel, est l'ondinisme.

### Source d'énergie
L'urine pourrait aussi être utilisée comme source d'énergie.
- Les calories qu'elle contient peuvent être récupérées via une pompe à chaleur, avec les eaux usées dans les égouts.
- L'urine peut aussi être valorisée énergétiquement via l'hydrogène qu'elle contient. Ceci peut se faire de deux manières :
  - via des piles à combustible microbiennes[28] ;
  - via de l'hydrogène directement extrait par hydrolyse (opération facilitée par la présence naturelle de sels dans l'urine). De jeunes Nigérianes avaient déjà prototypé un générateur[29], et en 2013 des chercheurs anglais avaient alimenté un smartphone grâce à une pile à combustible microbienne[29]. L’idée de G. Luna-Sandoval, soutenu par l'Agence spatiale mexicaine, a abouti à un prototype rustique de cuve en matière plastique équipée d'électrodes en platine où l'urine est stockée et transformée[30],[31],[32],[33]. Comme pour d'autres sources d'hydrogène biogénique, le bilan énergétique est positif si l'électrolyse est elle-même alimentée par une source renouvelable, photovoltaïque par exemple. 13 à 21 ml d'urine permettraient ainsi de produire assez d'hydrogène pour produire de l'eau chaude pour une douche de 15 minutes ; 70 à 130 ml de cuire des haricots en cocotte-minute durant une heure[29].  Un procédé de séparation électrolytique a été breveté dans les années 2010, avec l'espoir qu'il intéresse les éleveurs (jusqu'à 8 litres/jour pour un cochon, et 10 à 25 l/j pour un bœuf)[29].  En 2016, il restait toutefois une inconnue sur le bilan économique de telles opérations[29].

### Recyclage en engrais

#### Une ressource pour l'agriculture
« De tous les carnivores, c'est l'homme qui peut fournir à l'agriculture la quantité d'urine la plus importante. Il est facile de reconnaître, par sa composition, qu'elle peut nous donner aussi un engrais qu'on a généralement trop négligé jusqu'ici. [...] Une population de 37 millions d'individus, comme celle de la France, produirait assez d'urines pour fumer, chaque année, de 500 à 700 mille hectares. [...] Comment ne pas déplorer, au contraire, la négligence de ceux qui laissent se perdre de tous côtés un engrais si abondant et si précieux, perte qui représente certainement plus de 30 millions de francs dans toute l'étendue de la France ? »

— Joachim Isidore (1812-1881), Chimie agricole ou L'agriculture considérée dans ses rapports principaux avec la chimie (4e édition...) Pages 247,257
Par exemple, au début du XXe siècle la moitié des urines de la ville de Paris étaient recyclées, selon la thèse de Fabien Esculier qui démontre que sans engrais de synthèse l’humanité recyclait bel et bien ses urines, source de nutriments comme l‘azote. Cette pratique s’est éteinte avec le tout-à-l'égout à Paris et l’offre pétrochimique, plus facile à utiliser.

#### Des défis techniques et sociétaux

Certains systèmes de toilettes sans eau, collectent séparément les excréments (alors plus facile à déshydrater) et l'urine (valorisable comme engrais liquide).

D'abord, l'aspect psycho-sociologique entrave l'acceptation de la séparation des urines des autres déchets envoyés au tout-à-l’égout. Récupérer l'urine humaine à la source facilite pourtant l'épuration des eaux usées des ménages (ou des toilettes de lieux recevant beaucoup de public), car l'urine est dans ces eaux usées la première source d'azote (80 %) et de phosphore (55 %), bien que ne représentant que moins de 1 % du volume total des eaux usées des ménages. Des solutions commencent à arriver avec l'apparition des toilettes sèches et de l'implication de quelques pionniers (les laboratoires d’analyses, les festivals, les lycées et collèges de la région Nouvelle Aquitaine équipés de toilettes qui recueillent l’urine sans utiliser d’eau, certains stades comme le Parc des Princes, quelques aires d’autoroute avec Vinci) et des projets en lien avec les Jeux Olympiques de 2024.
Les problèmes hygiéniques liés aux pathogènes humains, sont déjà résolus, car l'utilisation de l'urine humaine ne diffère pas techniquement de celle des urines animales (purin) et ses effets sont comparables à ceux obtenus avec les engrais chimiques.
L’urine contient surtout de l'urée qui constitue 60 à 80 % de l’azote contenu dans nos déjections. Elle contient aussi une quantité significative de phosphore, qui est un élément indispensable pour les organismes vivants mais parfois rare dans le haut des bassins-versants. Le phosphore était autrefois extrait de l'urine dans laquelle il a été découvert.
La biodisponibilité des nutriments présents dans l'urine est en outre élevée, en comparaison de celle d'un engrais chimique. Plusieurs études ont montré que la séparation de l'urine diminue les émissions gazeuses du système de transport et traitement des eaux usées et leur consommation de ressources fossiles.
Des bactéries présentes naturellement dans l'urine, normalement en quantité minime (mais très grande en cas de cystite) produisent une enzyme, l’uréase, qui décompose l'urée en ammoniaque et dioxyde de carbone. Dans le sol d'autres bactéries transforment cet ammoniaque (ou l'ion ammonium) en ion nitrite en quelques heures puis d'autres en ion nitrate, suivant le cycle de l'azote. L'urine est donc une excellente source d'azote, très bio-assimilable, pour les plantes et un excellent accélérateur pour le compost. Formée par la combinaison indirecte de sous-produits de désamination (2 molécules NH3) et de la respiration cellulaire (1 molécule de CO2), l'urée est beaucoup moins toxique que l'ammoniac.

#### Programmes d'utilisation
Certains exploitants agricoles des pays émergents ou jardiniers utilisent l'urine comme fertilisant avec une concentration d'un volume d'urine pour 10 à 20 volumes d'eau d'arrosage sur les plantes et les fleurs pendant la période de croissance ; non diluée, l'urine brûlerait les racines de nombreuses espèces. La possibilité d'utiliser l'urine comme engrais a été confirmée par une étude publiée dans le numéro d'août 2009 du journal Agricultural and Food Chemistry. L'effet fertilisant est amélioré en ajoutant de la cendre de bois (riche en potassium sous forme de potasse et en phosphore) à l'urine. Des expériences ont été menés en Afrique. Des essais comparatifs d’urine et d’engrais minéral au Burkina Faso ont permis un rendement 6 fois supérieur au contrôle non fertilisé et ont prouvé qu'il n’y a pas de différence entre les rendements avec l’urine et ceux avec l’engrais minéral. Il est possible de stocker l'urine dans des récipients opaques et bien fermés qui éviteront les pertes d'ammoniac. Elle peut se conserver jusqu'à 6 mois.
Plus récemment en 2018, des essais menés en France par Irstea et la société Ecosec ont montré que le stockage des urines pendant au moins six mois à température ambiante à la sortie de cabines filtrant l'urine à la source permettait d'éliminer la majeure partie des pathogènes. Ingénieurs chercheurs et entrepreneurs ont également quantifié l'efficacité du procédé du point de vue agronomique sur des plantations non alimentaires et à titre expérimental sur des salades et de la vigne. Pour Bruno Molle, chercheur à Irstea, le procédé a de l'avenir : « En sachant que récupérer entièrement l’azote des effluents d’origine humaine permettrait d’assurer 30 % des besoins mondiaux en fertilisation azotée et que, par ailleurs, fabriquer une tonne d’engrais coûte actuellement une tonne équivalent pétrole, l’idée de récupérer l’azote directement à la sortie des toilettes séparatives et des logements apparaît comme une voie des plus évidentes et pertinentes ». Les solutions d'équipements progressent, reste le problème de l'acceptation sociale qu'il conviendra de résoudre…

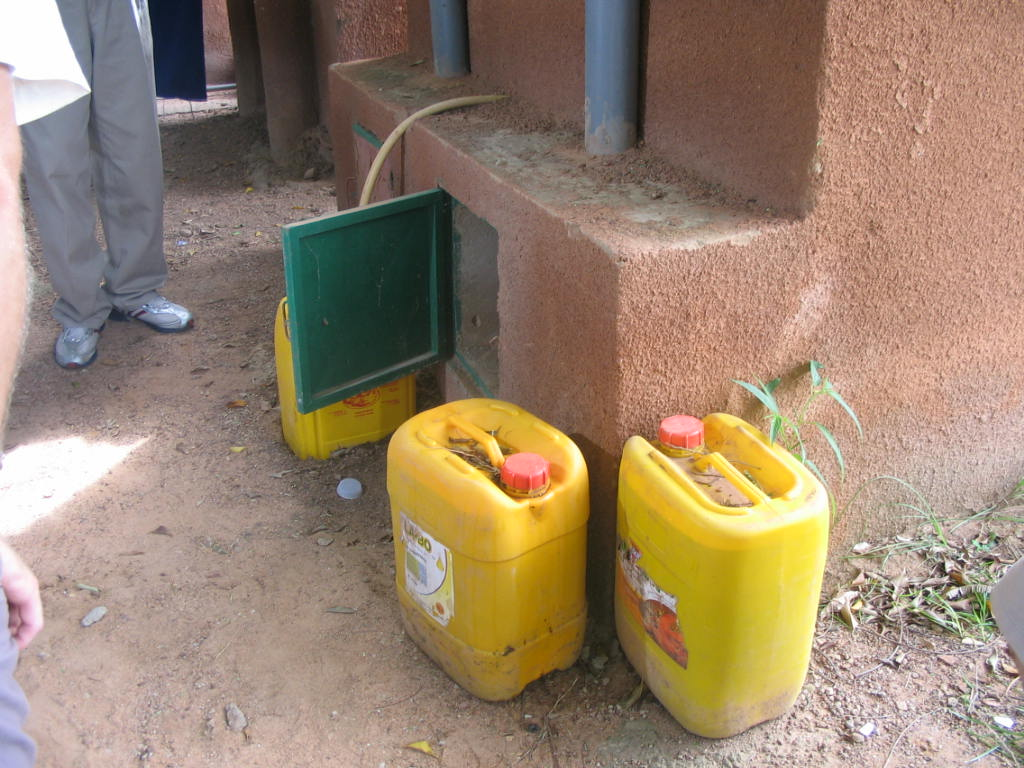
Récolte séparée des excréments secs et de l'urine.
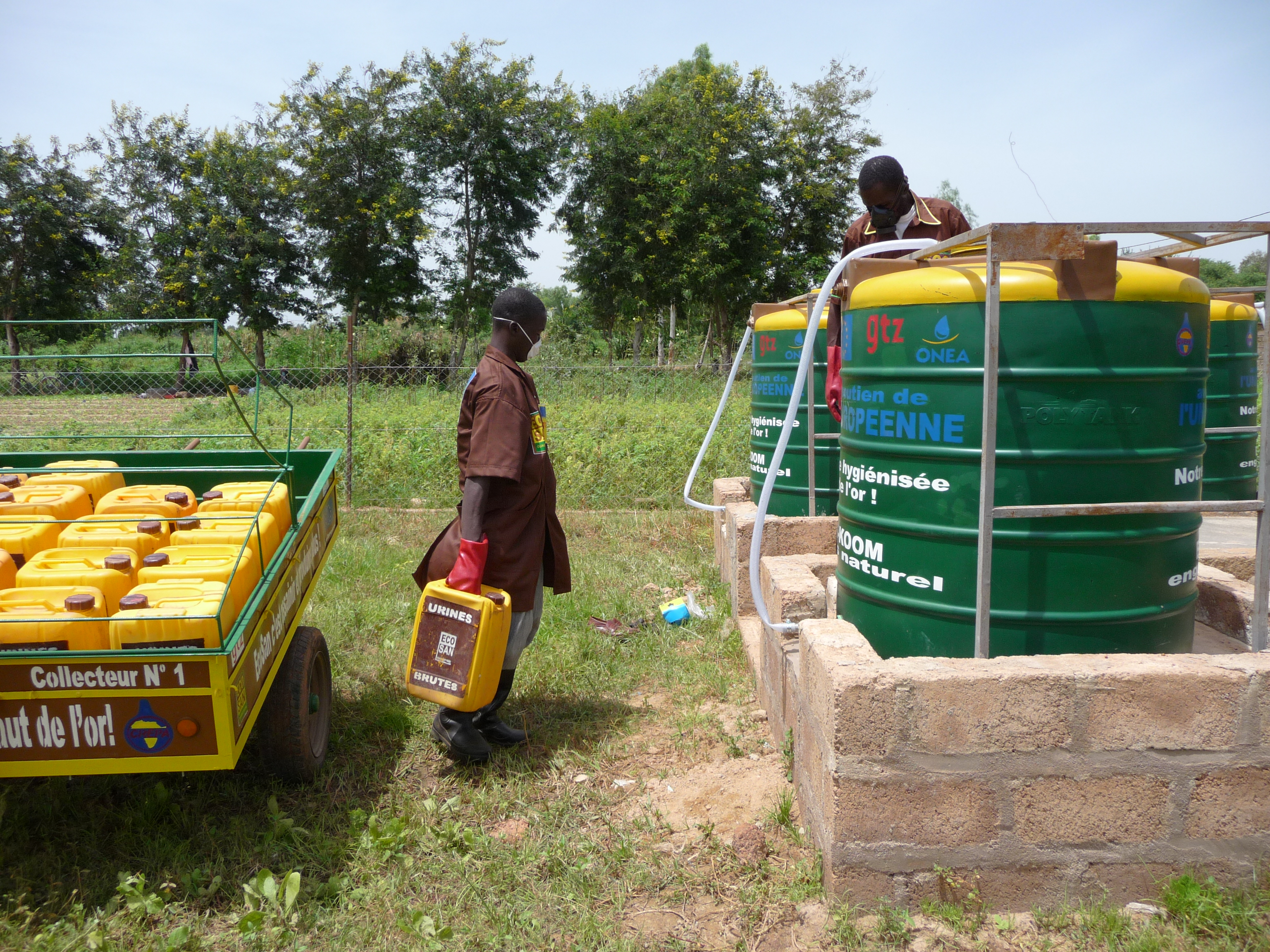
Apport en unité d'hygiénisation.
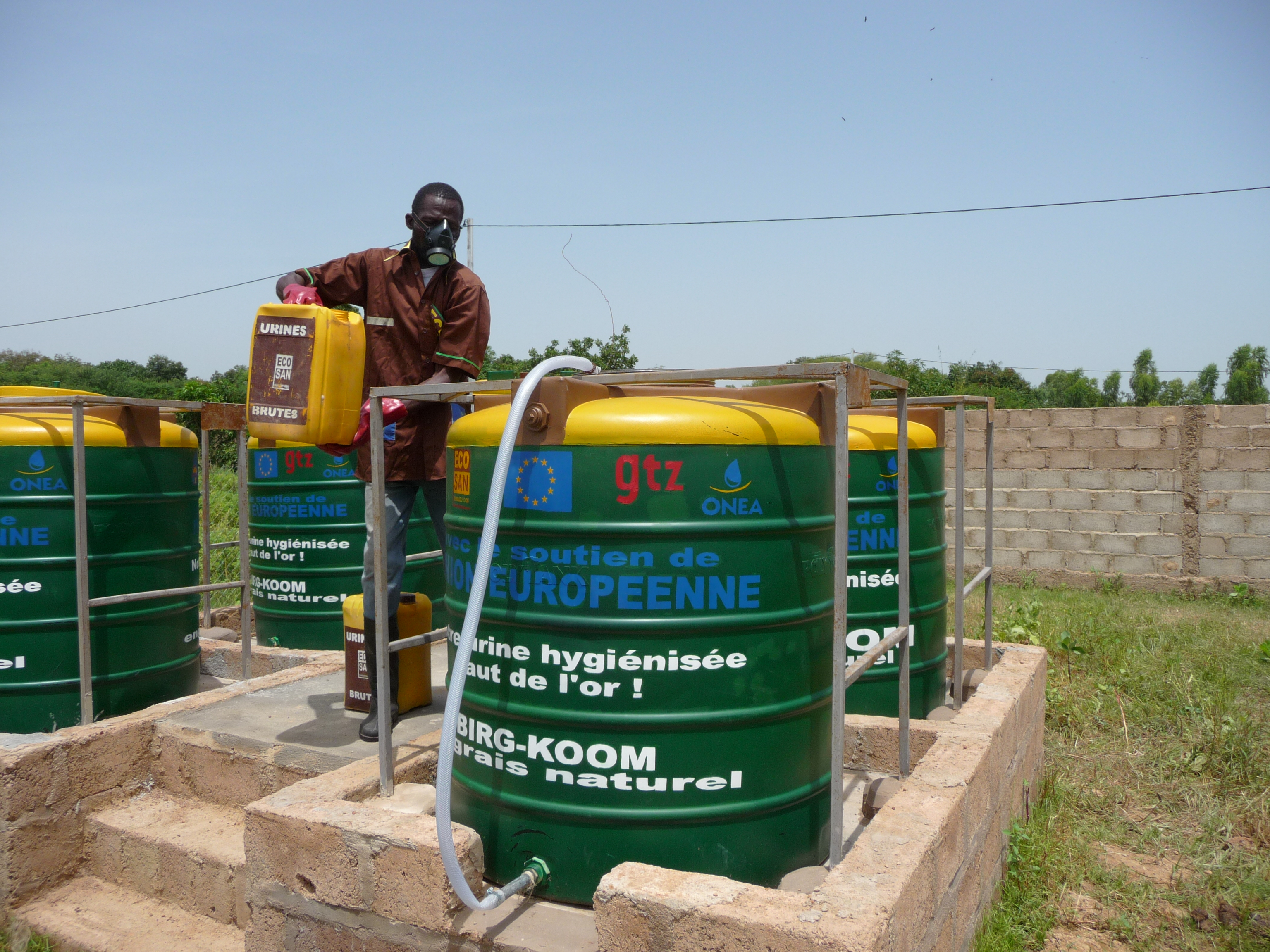
Installation d'hygiénisation.
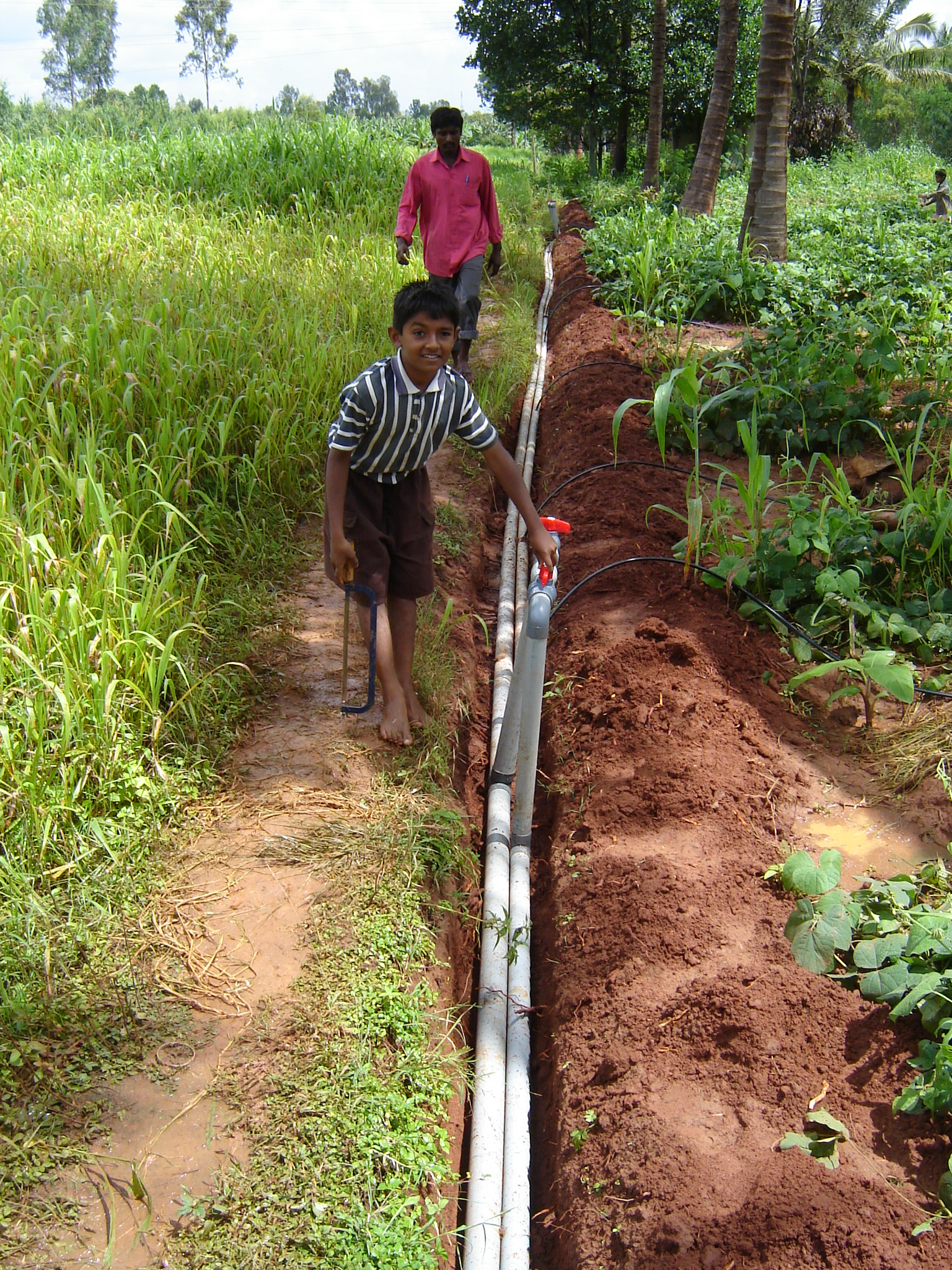
Irrigation à l'urine (Nagasandra, Inde).
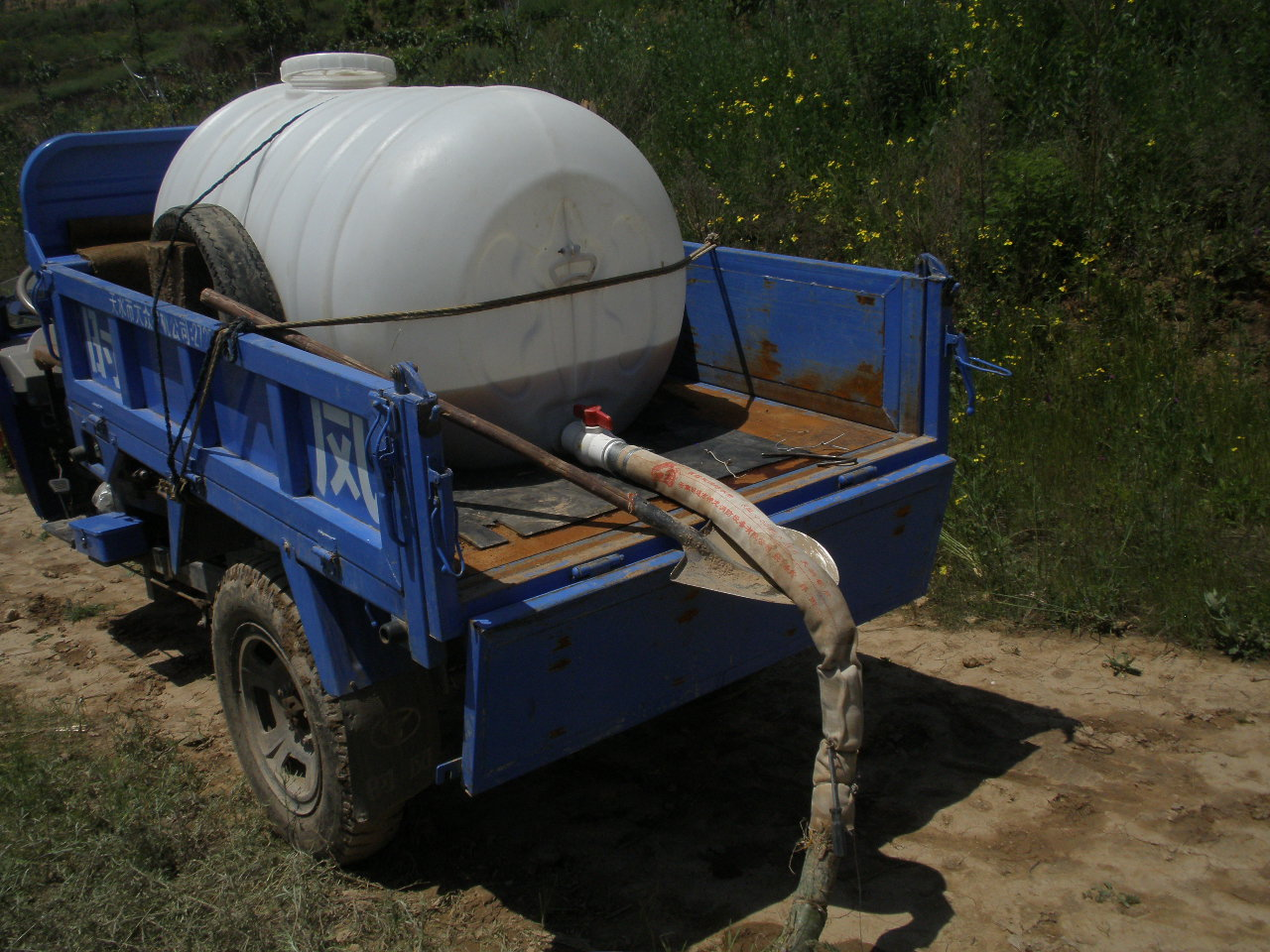
Urine d'écoliers de Tianshui, province de Gansu (Chine), pour fertiliser des pommiers.
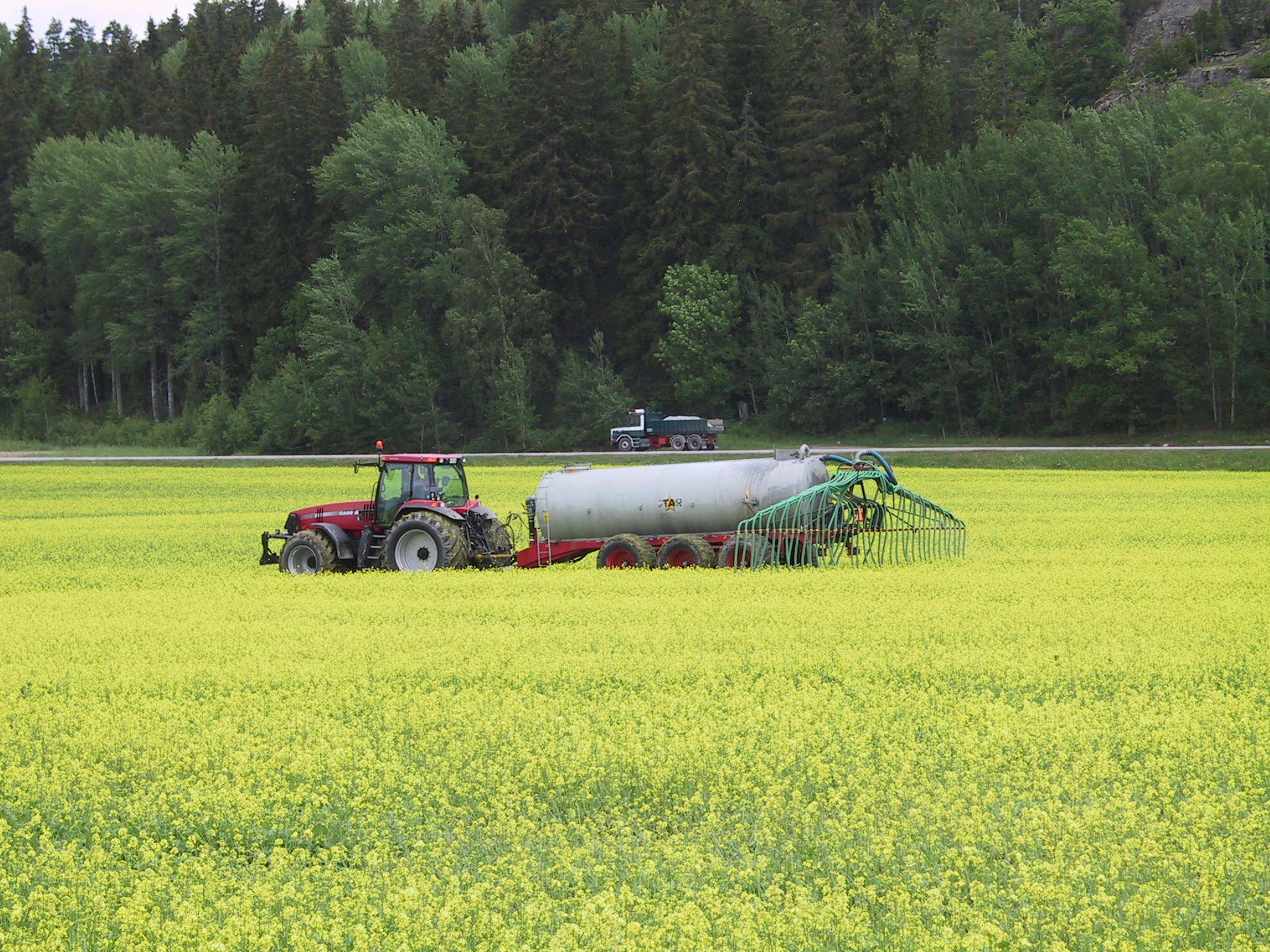
Épandage sur Colza (Suède).

La principale difficulté d'utilisation de l'urine comme engrais est dans la nécessaire manipulation de grandes quantités, il faut environ 10 000 litres d’urine pour arriver au même résultat qu'avec 200 kilos d’urée, engrais azoté dosant 46% N, pour ce qui concerne la seule nutrition azotée. En 2019, Michael Roes et son associé Pierre Huguier, créent la start-up Toopi Organics qui ajoute des probiotiques à l'urine et la transforme en fertilisant inodore, hygiénisé, stable et biologique vingt fois moins couteux que les engrais chimiques. Dossier déposé en février 2021 auprès de l'ANSES pour obtenir au bout de 10 à 14 mois l’autorisation de mise sur le marché [source insuffisante].

## L'urine dans l'art
De 1977 à 1978, Andy Warhol réalise une série de tableaux appelés Oxidation paintings ou Piss paintings. ce sont des peintures sur plaques de cuivre dont il oxyde la surface au moyen de sa propre urine ou de celle de ses amis. De nombreux artistes contemporains comme Pierre et Gilles ou Kiki Smith ont également traité ce thème dans leurs œuvres.

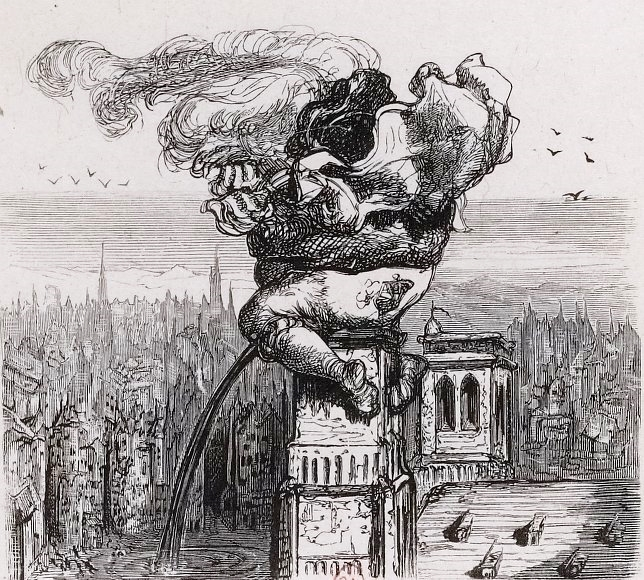
Gargantua se venge des Parisiens curieux et indiscrets.
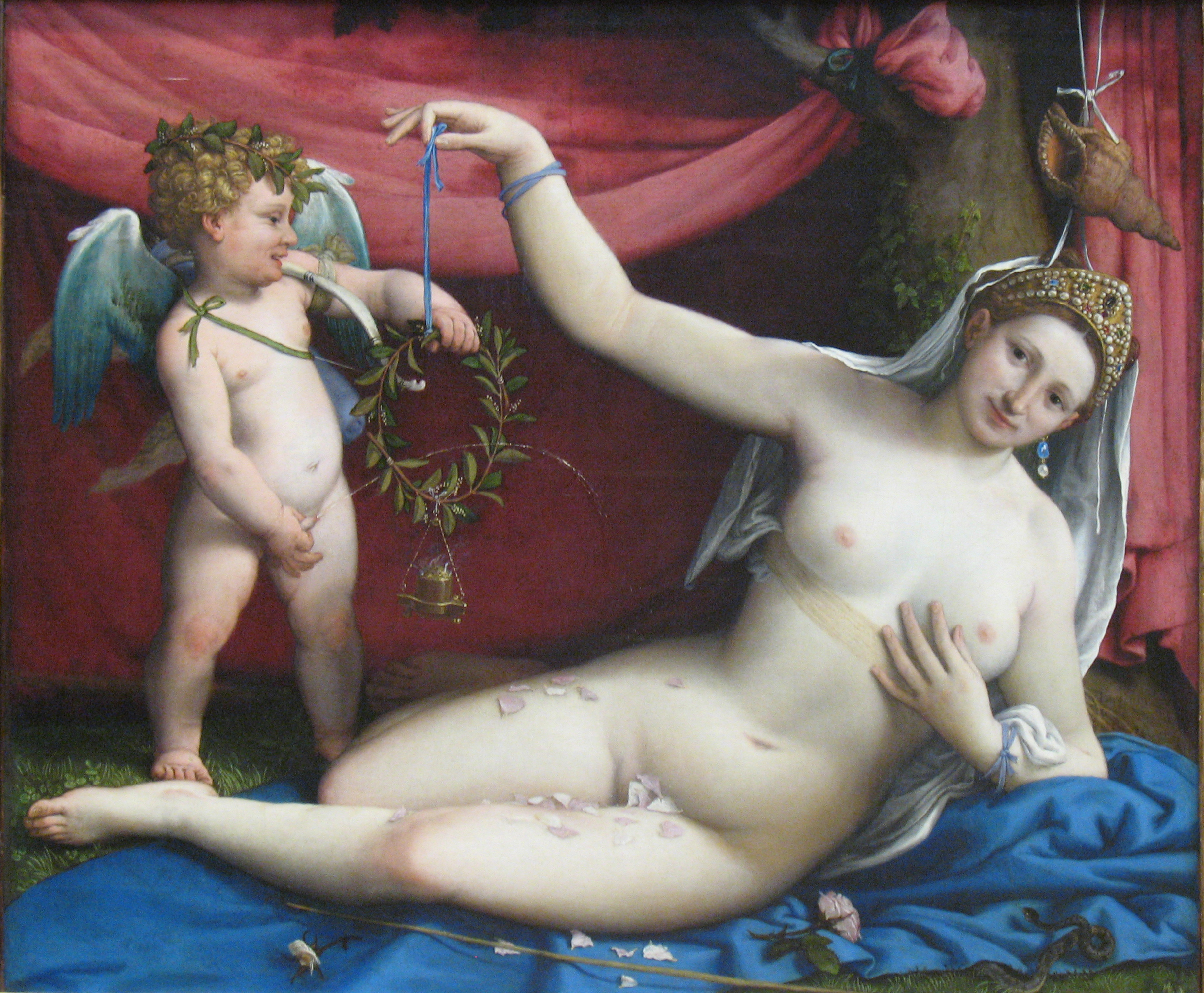
Dans Vénus et Cupidon, le jet d'urine symbolise la fertilité.
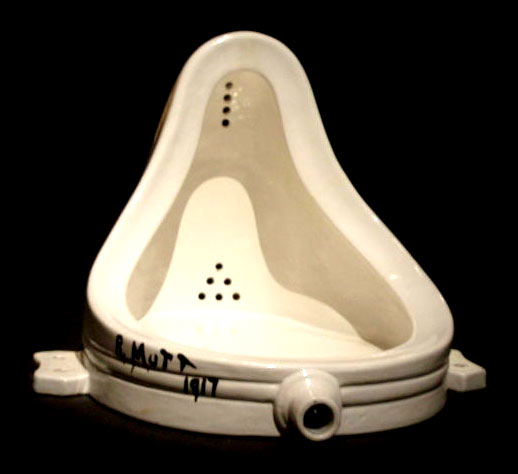
Fontaine de Marcel Duchamp.

Certaines statues, telles que le célèbre Manneken-Pis, le « gamin qui pisse » de Bruxelles, utilisent également la représentation de l'urine dans leur architecture.

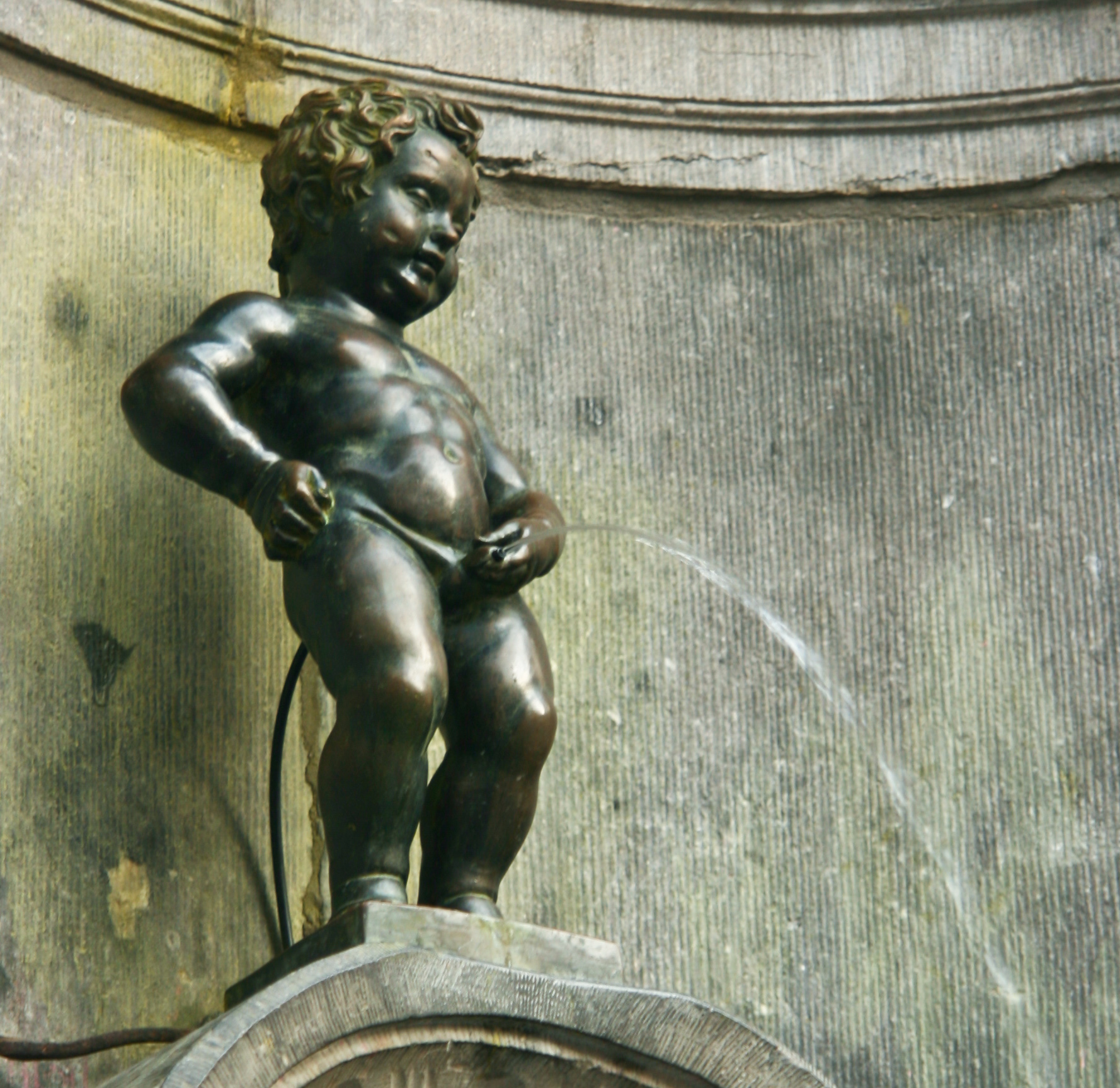
Le Manneken-Pis de Bruxelles, « le gamin qui pisse ».